# 林達 (密蘇里州)
林達（英語：Linda）是位於美國密蘇里州新馬德里縣的鬼鎮。

## 歷史
林達的郵局於1901年設立，其後於1922年停運。

## 地理
林達所處的海拔為高於海平面87米（即285英呎），而該地所採用的時區為UTC-6，即北美中部時區（CST）。同時該地設有夏令時間，為UTC-6調快一小時，即UTC-5（CDT）。